# Гейтуей
 Тази статия е за фантастичния роман.  За термина от компютърните мрежи вижте Гейтуей (компютърни мрежи).  
Гейтуей (на английски: Gateway) е фантастичен роман, написан от писателя Фредерик Пол през 1977 г.
Боб Бродхед – ветеран от три полета в пространството, човек невероятно известен и богат, се връща във времето на своята младост, за да предприеме едно пътуване към себе си, по-опасно и смразяващо дори от междузвездното пътешествие, издигнало го на върховете на славата.
Романът е носител на наградите „Хюго“ и „Небюла“.